# Ron Wallingford
Ron Wallingford (eigentlich Ronald Wallingford; * 13. September 1933) ist ein ehemaliger kanadischer Marathonläufer.
1964 wurde er Dritter beim Boston-Marathon, Zweiter bei der Kanadischen Meisterschaft und gewann den Saint-Hyacinthe-Marathon. Im Jahr darauf wurde er Elfter in Boston und siegte beim Holyoke-Marathon sowie beim Motor City Marathon.
1966 wurde er Sechster bei den British Empire and Commonwealth Games in Kingston und siegte in Saint-Hyacinthe mit seiner persönlichen Bestzeit von 2:19:24 h.
Im Jahr darauf wurde er Dritter bei der Kanadischen Marathonmeisterschaft und Sechster über 10.000 m bei den Panamerikanischen Spielen in Winnipeg. Einer Titelverteidigung in Saint-Hyacinthe folgten Siege beim Beaches Kiwanis Boardwalk Marathon und beim Motor City Marathon.
1969 wurde er Sechster beim CNE International Marathon, und 1970 siegte er beim Toronto Police Games Marathon. 1971 wurde er Neunter beim Boston-Marathon, siegte beim Holyoke-Marathon sowie beim Eastern Canada Marathon und wurde Sechster beim Marathon der Panamerikanischen Spielen in Cali.
1956 wurde er Kanadischer Meister über 5000 m und 1959 sowie 1960 über 3000 m Hindernis.
1976 leitete er den Marathon der Olympischen Spiele in Montreal. Er unterrichtete an der Laurentian University und war Technischer Koordinator beim Kanadischen Leichtathletikverband. 2009 wurde er in die Sudbury’s Sports Hall of Fame aufgenommen.

## Veröffentlichungen
- Portrait of a Runner. Highway Book Shop, 1985, ISBN 0-88954-310-0
- Chasing. Borealis Press, 2004, ISBN 978-0-88887-185-5
- Never Let Go: a coaching experience in academia. Borealis Press, 2004, ISBN 978-0-88887-187-9